# Mühlberg (Thurnau)
Mühlberg (oberfränkisch: Miel-bärch) ist eine Wüstung auf dem Gemeindegebiet des Marktes Thurnau im oberfränkischen Landkreis Kulmbach in Bayern.

## Geographie
Die Einöde lag auf einer Höhe von 352 m ü. NHN am Fuße einer im Osten gelegenen bewaldeten Anhöhe. Im Westen befanden sich die Einöden Weiherhaus und Abdecker.

## Geschichte
Der Ort wurde 1801 als „Mühlberg“ erstmals namentlich erwähnt. Das Anwesen unterstand ursprünglich dem Giech’schen Amt Thurnau, von 1797 bis 1808 dem Patrimonialgericht Thurnau. Mit dem Gemeindeedikt wurde Mühlberg 1811 dem Steuerdistrikt Thurnau und 1818 der Munizipalgemeinde Thurnau zugewiesen. Zu der Zeit lebten fünf Einwohner auf dem Anwesen. In einer topographischen Karte von 1899 war Mühlberg noch verzeichnet. Der Ort wurde in den bayerischen Ortsverzeichnissen nicht aufgelistet und findet sich auch nicht in der Bayerischen Uraufnahme, es sei denn, dass der Ort identisch ist mit der ehemaligen „Kropfmühle“.

## Religion
Die Einwohner evangelisch-lutherischer Konfession waren nach St. Laurentius (Thurnau) gepfarrt.